# Amara latior
Amara latior är en skalbaggsart som beskrevs av Kirby. Amara latior ingår i släktet Amara och familjen jordlöpare. Inga underarter finns listade i Catalogue of Life.